# ОШ „Вук Караџић” Приштина
Основна школа „Вук Караџић” (алб. Shkolla fillore „Vuk Karaxhiq”) у Приштини била је образовна установа која је до јуна 1999. године функционисала у систему Републике Србије. Налазила се у историјски најстаријем градском кварту Приштине, на раскриници улица Емин Дураку и Стефана Дечанског.

## Историја
Школа је осонована непосредно након ослобођења Приштине у Другом светском рату. Формално оснивање школе је учињено одлуком Народног већа општине Приштина бр.11600 од 28. маја 1962. године.
Због демографског развоја Приштине 1963. године јавља се потреба за оснивањем нових школа. У другом полугодишту школске 1964/65. године почела је са радом новооснована ОШ „Владимир Назор”, а одељења су формирана од ученика који су до тада похађали основну школу „Вук Караџић”.
Почетком 90-их просветни радници и ђаци албанске националности напуштају школу и образовни систем Републике Србије и оснивају 1992.године паралелну основну школу која ће радити изван закона тадашње Републике Србије, а под именом oсновна школа „Елена Ђика” Приштина (алб. Shkolla fillore „Elena Gjika” Prishtinë).
Са почетком НАТО агресије на Савезну Републику Југославију рад свих школа је обустављен. Просветни кадар и ђаци српске националности јуна 1999. године напуштају Приштину, а школа више никада није обновила своје функицонисање у образовном систему Републике Србије.
Након рата на Косову и Метохији 1999. године у просторијама школске зграде се организује рад основне школе „Елена Ђика” која је од 1991. године функционисала као паралелна образовна установа. Школа ради по косовском образовном систему, а настава се изводи на албанском и турском језику.
Основна школа која функционише у косовском образовном систему је једна од ретких институција за основно образовање која нуди часове за децу оштећеног слуха. Од 2014. године школска зграда коју је пројектовао архитекта Момир Коруновић је под привременом заштитом привремених институција самоуправе у Приштини.

## Архитектура школске зграде
Зграда у којој се налазила школа, је једна од ретких које нису претрпеле велике промене у свом првобитном тлоцрту. Зграду школе је пројектовао архитекта Момир Коруновић, саграђена је између 1926-1928. године. Третман декора главне фасаде са округлим геометријским облицима је сматрана да обележава утицаје аустроугарског стила. Међутим, иницијативе предузете за очување зграде видно утичу на првобитну фасаду, прозоре и кров.
Током 2016. и 2018. године вршило се реновирање школске зграде у сарадњи турске агенције за међународну сарадњу и координацију(ТИКА) и привремених институција самоуправе Општине Приштина.